# حباب املاک
حباب املاک (انگلیسی: Real estate bubble) یا حباب مسکن، نوعی حباب اقتصادی است که به صورت دوره ای در بازارهای املاک و مستغلات، به صورت محلی یا جهانی اتفاق می‌افتد و اغلب رونق قیمت زمین را دنبال می‌کند. رونق املاک، افزایش سریع قیمت بازار املاک و مستغلات را بدنبال دارد، این افزایش قیمت همچنان ادامه داشته تا زمانی که به سطوح غیرقابل تحمل برسد، سپس کاهش می‌یابد. مسائل مربوط به حباب‌های املاک اغلب قابل شناسایی و جلوگیری می‌باشند.